# Lappeen Marian kirkko
Lappeen Marian kirkko – luterańska świątynia znajdująca się w fińskim mieście Lappeenranta.

## Historia
W 1790 roku od uderzenia pioruna spłonął kościół parafialny znajdujący się na terenie twierdzy Lappeenranta. Nowy budynek postanowiono wznieść w lesie, z dala od warowni. Budowę rozpoczęto w kwietniu 1792 i konsekrowano 21 czerwca 1794. W 1856 wzniesiono neogotycką dzwonnicę. W 1881 kościół został przebudowany w stylu neogotyckim na podstawie projektu Edvarda Dipella i Waldemara Backmanssona. W 1929 budynek odrestaurowano pod okiem Juhaniego Viistego. W 1986 przemalowano wnętrze świątyni, a w 2002 wyremontowano dach.
1 stycznia 1990 roku budynek wpisano na listę zabytków Museovirasto.

## Architektura i wyposażenie
Świątynia drewniana, wzniesiona na planie krzyża z poszerzoną częścią środkową. Może pomieścić 750 osób.
Do elementów wyposażenia należą: kryształowy żyrandol z Petersburga, zakupiony w 1847, ołtarz główny z 1887 autorstwa Aleksandry Frosterus-Såltin, z obrazem przedstawiającym Wniebowstąpienie oraz organy z 2014 roku.

## Galeria

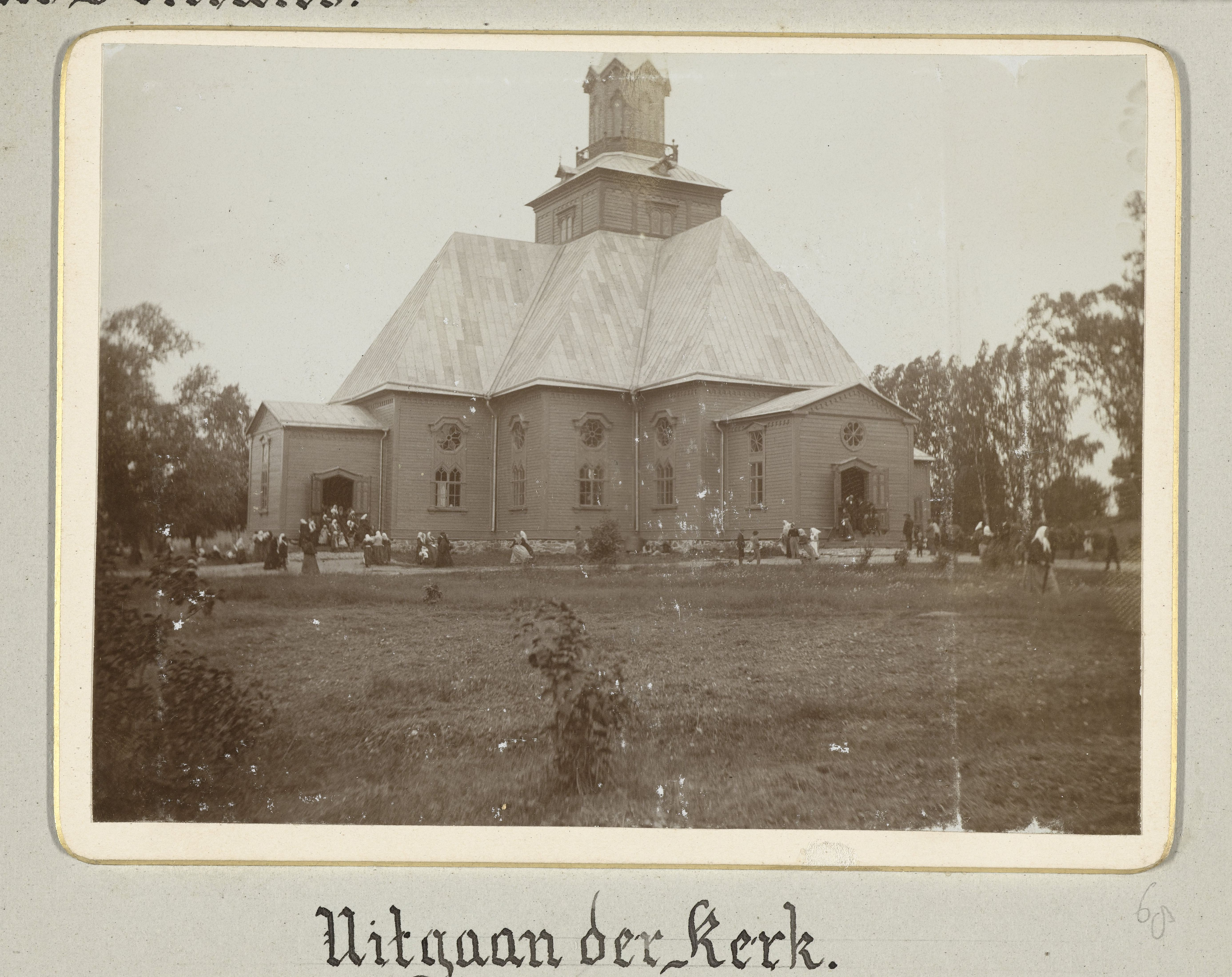
Kościół w 1898
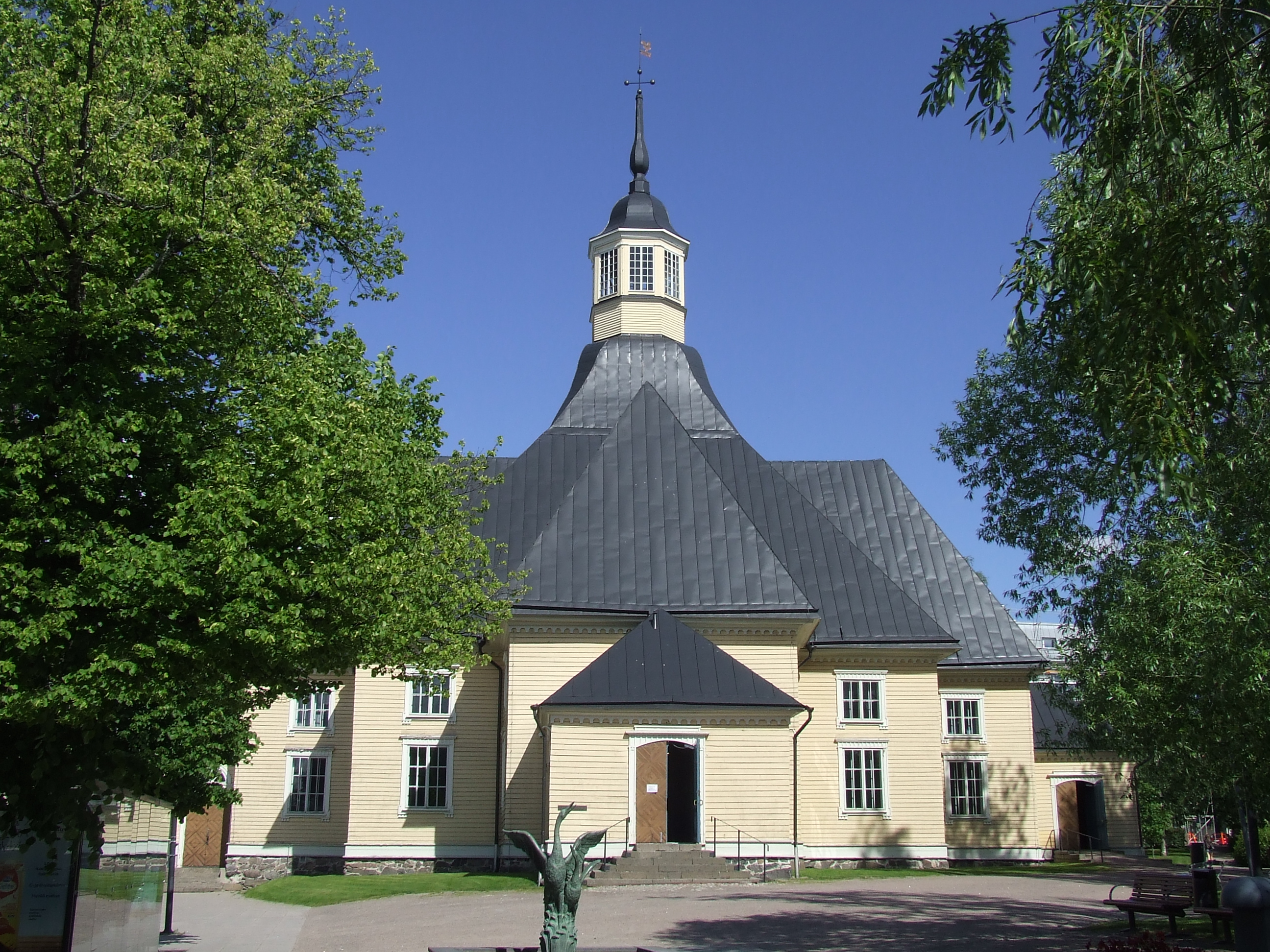
Widok z zachodu
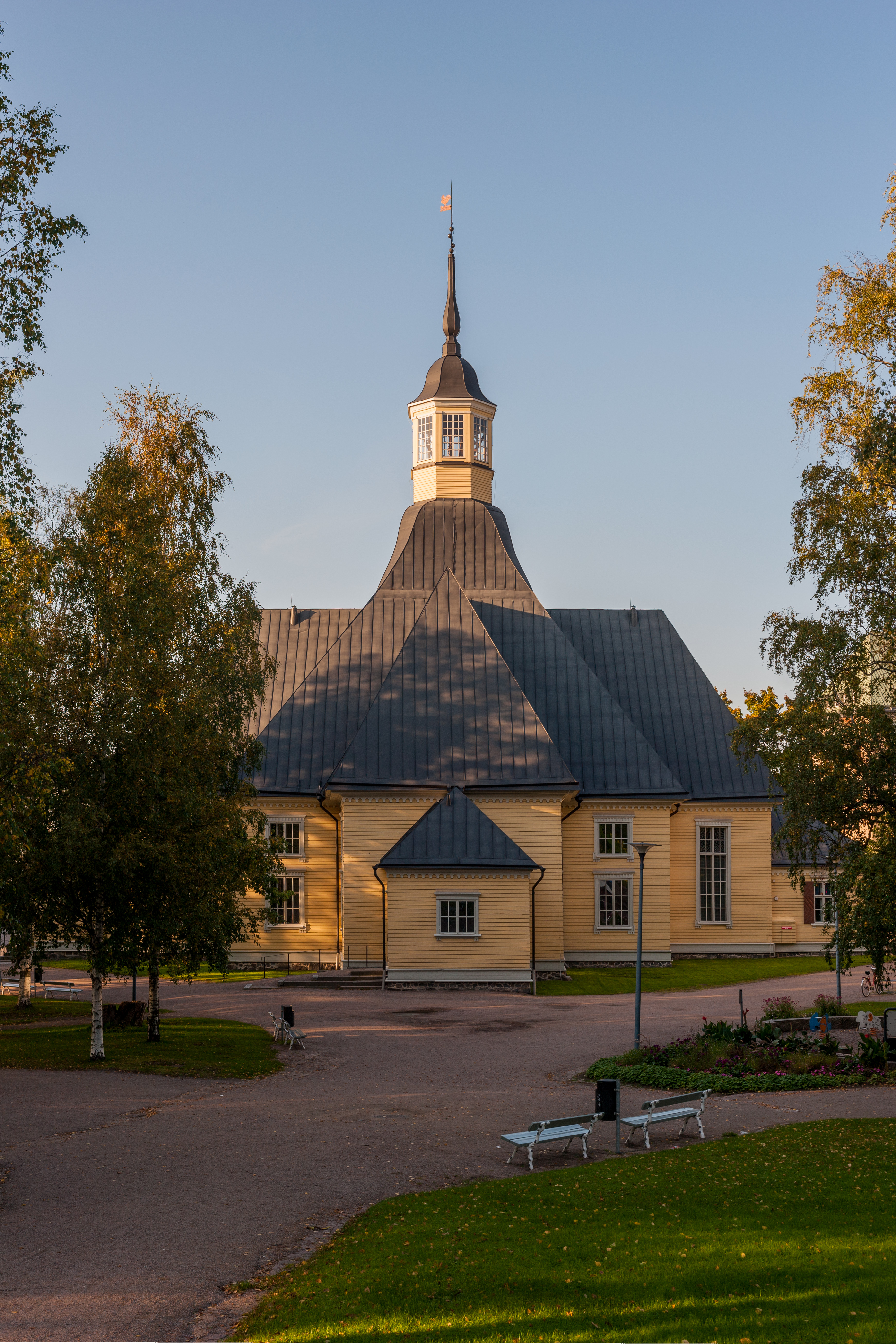
Widok z południa
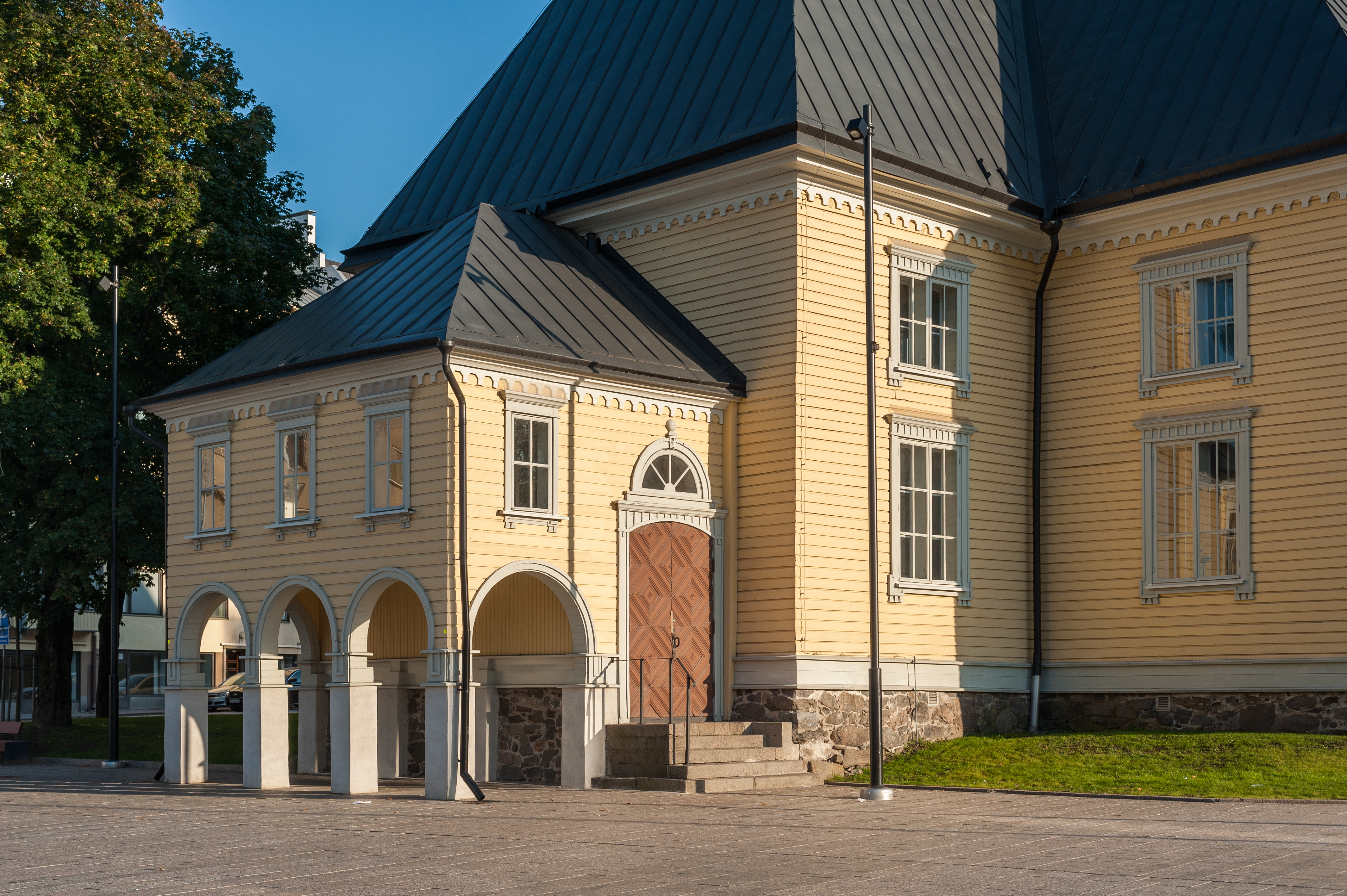
Podcienie w północnej części świątyni
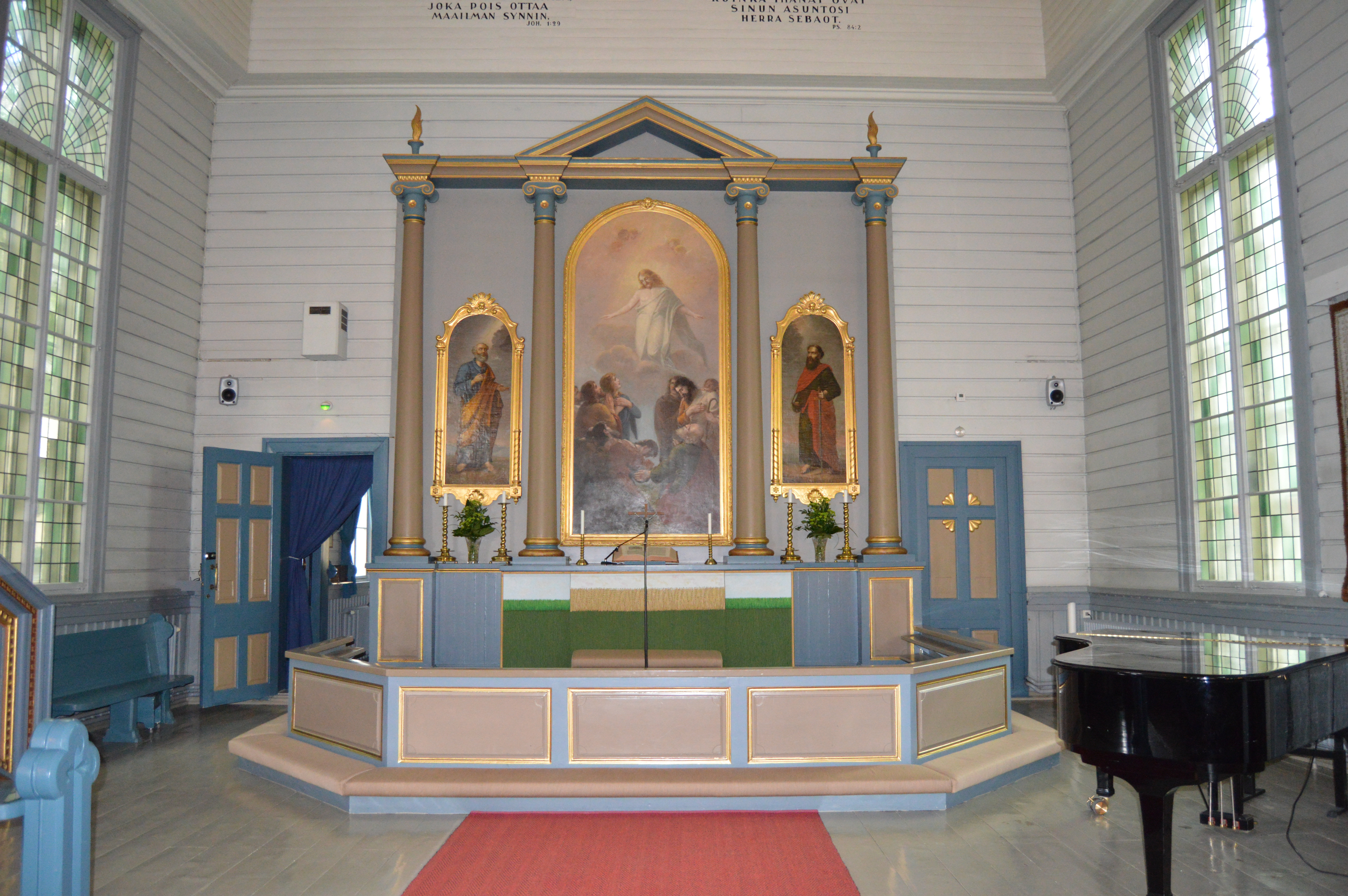
Ołtarz
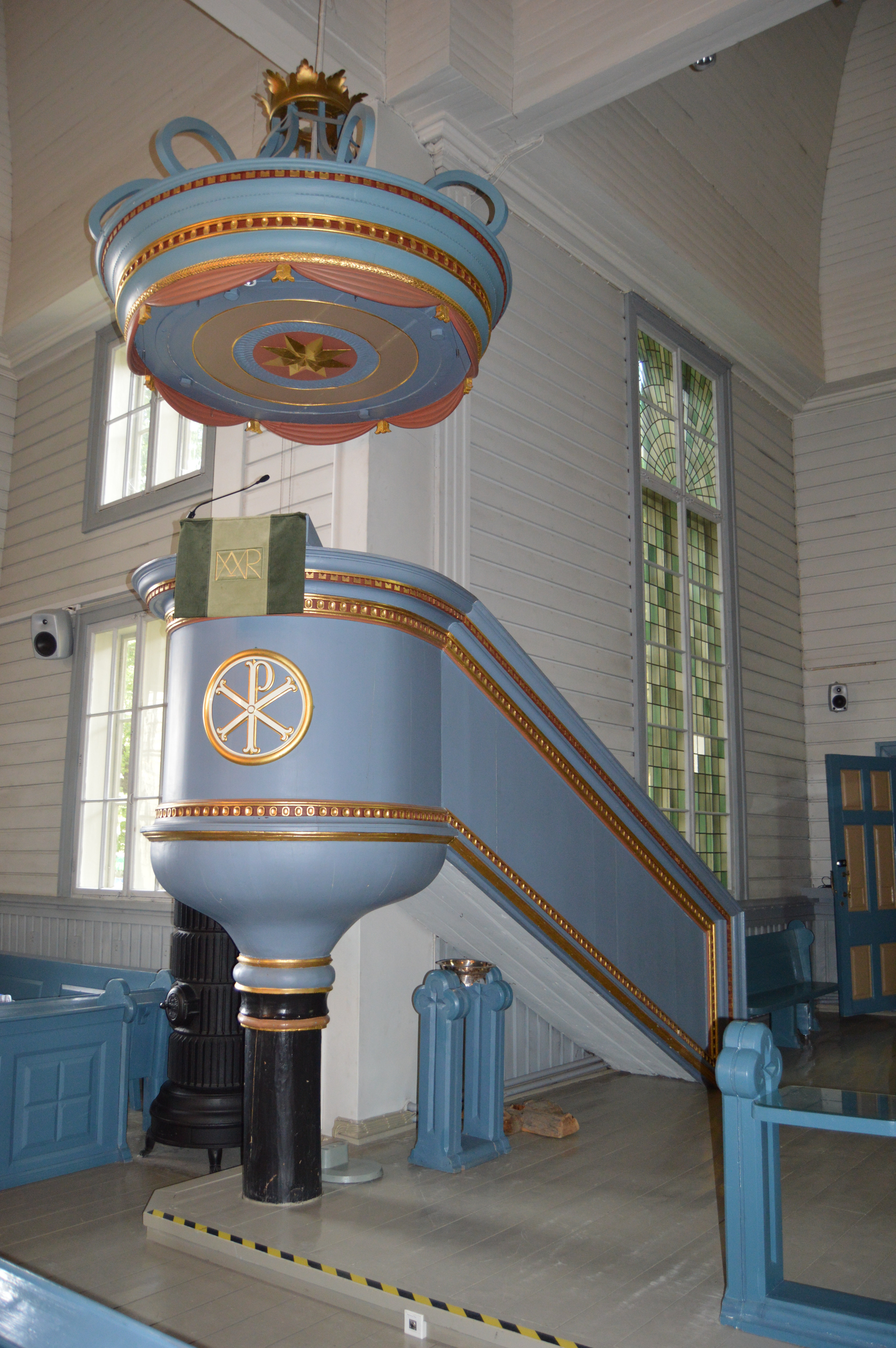
Ambona
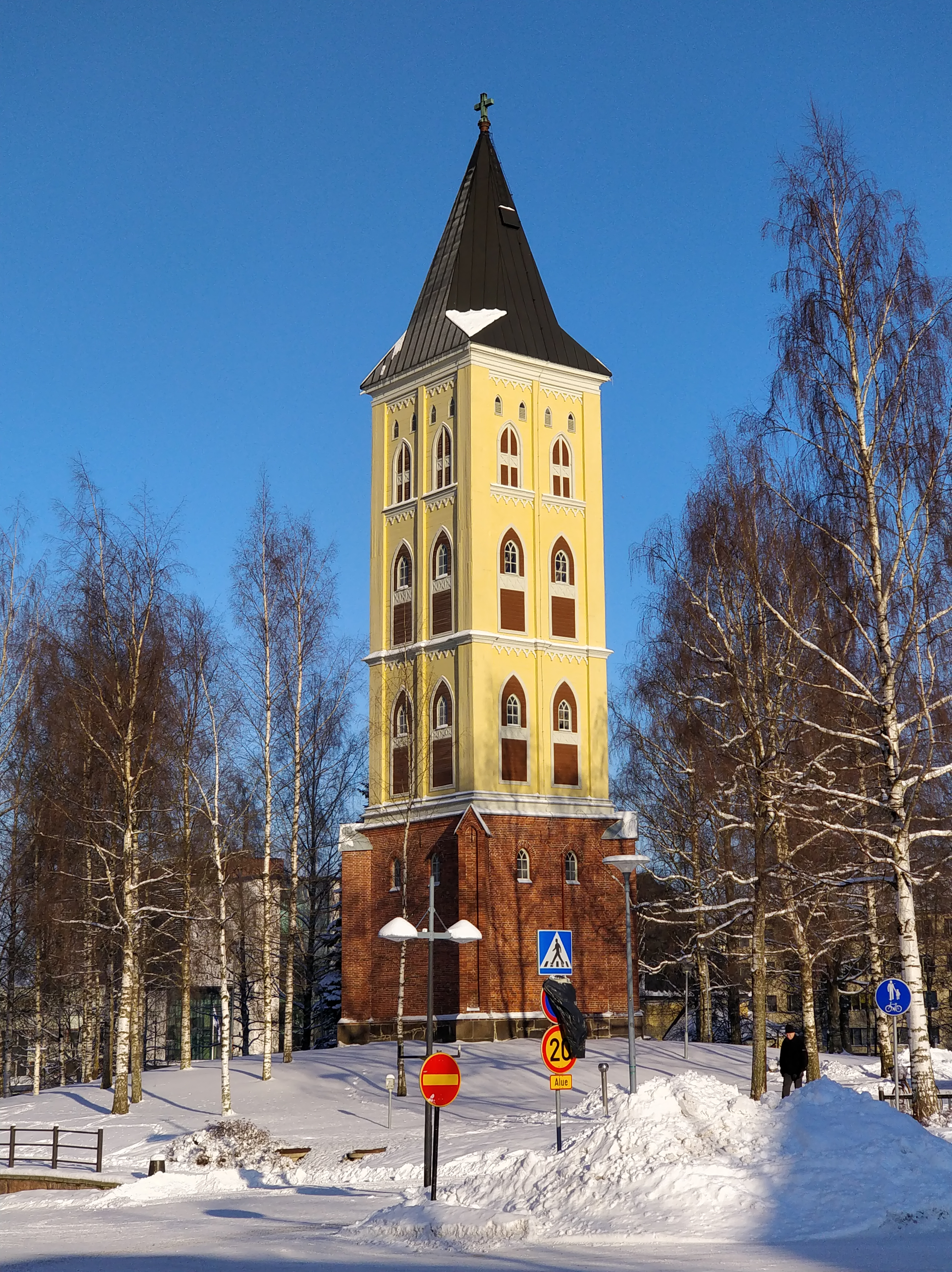
Dzwonnica